# 華英通語
《華英通語》（英語：Chinese and English Phrase Book）是由中國人編寫的最早的英語教科書，以粵語標音的來學習英文發音，讀者群是住在廣州和香港需與洋人交流和經商的人。

## 版本
- 「阪大本」(1849年)
- 「狩野本」(1855年)
- 「哈佛本」(1860年)
- 「文仕本」(1872年)
- 「耶魯本殘本」(1879年)等
- 《增訂華英通語》是1860年(江戶時代末期)，由日本的思想家暨教育家福澤諭吉所撰寫[3]。當時他為了學習英語，便在美國向清朝商人購買《華英通語》，並加上日本語翻譯再出版。

### 腳註
1. ↑  .   [2022-03-27]. （原始内容存档于2018-05-10）.
2. ↑  .   [2021-03-22]. （原始内容存档于2016-10-09）.

### 書目
- 『華英通語』道光本と中国初期英語学習書の系譜 : 附論 福沢諭吉編訳『増訂華英通語』，田野村，大阪大學 2018

## 外部連結
- 増訂華英通語. 上 東京，快堂蔵板 1860 （页面存档备份，存于）
- 増訂華英通語. 下 東京，快堂蔵板 1860 （页面存档备份，存于）